# 秋田県立リハビリテーション・精神医療センター
秋田県立リハビリテーション・精神医療センター（あきたけんりつリハビリテーション・せいしんいりょうセンター、英語: Akita Prefectural Center for Rehabilitation and Psychiatric Medicine）とは、 秋田県大仙市にある医療機関。地方独立行政法人秋田県立病院機構が管理する主に脳血管障害からのリハビリテーションと精神科救急や認知症を対象とする特殊な病院である。

## 沿革
- 1991年（平成3年） - 『痴呆・ねたきり予防対策委員会』から『整備の基本的考え方』が報告され、総合リハビリテーション・精神医療センター（仮称）の整備が計画される[1]。
- 1997年（平成9年）- 開院。
- 1999年（平成11年）- 精神科応急入院施設に指定。
- 2000年（平成12年）- 秋田県精神科救急医療システム全県拠点病院に指定。
- 2004年（平成16年）- 臨床研修病院に指定。
- 2005年（平成17年）
  - 7月15日 - 医療観察法に基づく指定通院・鑑定入院医療機関に指定。
  - 10月1日 - 秋田県精神科救急情報センター開設。
- 2009年（平成21年）- 地方独立行政法人秋田県立病院機構の設立により独立行政法人化。

## 指定・認定
- 保険医療機関
- 労災保険指定医療機関
- 指定自立支援医療機関（精神通院医療）
- 身体障害者福祉法指定医の配置されている医療機関
- 精神保健指定医の配置されている医療機関
- 秋田県精神科救急医療システム全県拠点病院
- 応急入院指定病院
- 医療観察法に基づく指定通院医療機関・鑑定入院医療機関
- 臨床研修指定病院
- 生活保護法指定医療機関
- 結核指定医療機関
- 特定疾患治療研究事業委託医療機関
- 小児慢性特定疾患治療研究事業委託医療機関
- 地域型認知症疾患医療センター

## 診療科
- 精神科
- リハビリテーション科
- 歯科
- 放射線科

## 交通アクセス
- 東日本旅客鉄道奥羽本線羽後境駅より車で10分
- 羽後交通路線バス「新田」行または「下川口」行乗車「リハセン前」下車